# Chlenias nodosus
Chlenias nodosus är en fjärilsart som beskrevs av Swinhoe 1892. Chlenias nodosus ingår i släktet Chlenias och familjen mätare. Inga underarter finns listade i Catalogue of Life.